# Через Сінгапур (фільм)
Через Сінгапур  (англ. Across to Singapore) — американська мелодрама режисера Вільяма Ная 1928 року.

## Сюжет
Виникає конфлікт, коли дівчина, котру хлопець любить з дитинства, заручається з його старшим братом…

## У ролях
- Рамон Новарро — Джоел Шор
- Джоан Кроуфорд — Прісцилла Крауніншілд
- Ернест Торренс — капітан Марк Шор
- Френк Куррьє — Джеремія Шор
- Ден Волхайм — Ной Шор
- Дьюк Мартін — Метью Шор
- Едвард Коннеллі — Джошуа Крауніншілд
- Джим Мейсон — Фінч